# Магдалена Вилхелмина фон Вюртемберг
Магдалена Вилхелмина фон Вюртемберг (на немски: Magdalena Wilhelmine von Württemberg; * 7 ноември 1677, Щутгарт; † 30 октомври 1742, дворец Карлсбург, Дурлах) е принцеса от Вюртемберг и чрез женитба маркграфиня на Баден-Дурлах (1709 – 1738).

## Живот
Тя е дъщеря на херцог Вилхелм Лудвиг фон Вюртемберг (1647 – 1677) и съпругата му принцеса Магдалена Сибила фон Хесен-Дармщат (1652 – 1712), дъщеря на ландграф Лудвиг VI фон Хесен-Дармщат. По-малка сестра е на Еберхард Лудвиг (1676 – 1733), херцог на Вюртемберг.
Магдалена Вилхелмина се омъжва на 27 юни 1697 г. за маркграф Карл III Вилхелм фон Баден-Дурлах (1679 – 1738). Карл III Вилхелм има метреси, затова Магдалена Вилхелмина остава да живее в дворец Карлсбург в Дурлах и никога не се мести в новата резиденция в Карлсруе, където той се мести през 1715 г.
След смъртта на Карл III Вилхелм през 1738 г. Магдалена Вилхелмина участва в опекунското управление за нейния едва деветгодишен внук Карл-Фридрих. След смъртта ѝ тя е погребана в маркграфската гробница на дворцовата църква в Пфорцхайм.

## Деца
Магдалена Вилхелмина и Карл III Вилхелм фон Баден-Дурлах имат децата:
- Карл Магнус (* 21 януари 1701, † 12 януари 1712), наследствен принц на Баден-Дурлах
- Фридрих (* 7 октомври 1703, † 26 март 1732), наследствен принц на Баден-Дурлах, женен на 3 юли 1727 г. за Амалия фон Насау-Диц (1710–1777)
- Августа Магдалена (* 13 ноември 1706, † 25 август 1709)